# AIO PUNCH
『AIO PUNCH』は、大塚愛のセルフカバーミニアルバム。2014年3月26日にavex traxよりリリースされた。
2011年3月のレンタル限定アルバム『SINGLE COLLECTION』から3年ぶり、一般に販売される作品としては2009年11月の『LOVE is BEST』から4年4か月ぶりのアルバム。デビュー10周年企画のひとつで、初のセルフカバー（正確にはリメイク）曲集。
2013年12月に配信限定リリースされた「さくらんぼ-カクテル-」など全6曲を収録。

## 収録曲
| 全作詞・作曲: 愛。 |                                |           |            |          |      |
| #                  | タイトル                       | 作詞      | 作曲・編曲 | 編曲     | 時間 |
| 1.                 | 「さくらんぼ-カクテル-」       | 愛        | 愛         | 皆川真人 | 3:49 |
| 2.                 | 「CHU-LIP-蜂蜜酒-」            | 愛        | 愛         | 笹路正徳 | 4:20 |
| 3.                 | 「甘えんぼ-レモンティ-」       | 愛        | 愛         | 笹路正徳 | 3:47 |
| 4.                 | 「羽ありたまご-エスプレッソ-」 | 愛        | 愛         | 阿部登   | 5:02 |
| 5.                 | 「PEACH-ウォッカ-」            | 愛        | 愛         | 皆川真人 | 3:22 |
| 6.                 | 「5:09a.m.-トニック-」         | 愛        | 愛         | 阿部登   | 4:13 |
| 合計時間:          | 合計時間:                      | 合計時間: | 24:33      |          |      |

## 曲解説
1. さくらんぼ-カクテル-
原曲は2ndシングル。
2. CHU-LIP-蜂蜜酒-
原曲は14thシングル。
3. 甘えんぼ-レモンティ-
原曲は3rdシングル。
4. 羽ありたまご-エスプレッソ-
原曲は3rdオリジナルアルバム『LOVE COOK』収録曲。
5. PEACH-ウォッカ-
原曲は15thシングル「PEACH/HEART」収録曲。
6. 5:09a.m.-トニック-
原曲は3rdオリジナルアルバム『LOVE COOK』収録曲。